# جمعية الهلال الأحمر في بروناي
جمعية الهلال الأحمر في بروناي (بالإنجليزية:Brunei Darussalam Red Crescent Society) ، أسست سنة 1997م.